# Louslitges
Louslitges est une commune française située dans le sud-ouest du département du Gers, en région Occitanie. Sur le plan historique et culturel, la commune est dans le pays d'Astarac, un territoire du sud gersois très vallonné, au sol argileux, qui longe le plateau de Lannemezan.
Exposée à un climat océanique altéré, elle est drainée par la Midouze, le Petit Midour et par divers autres petits cours d'eau.
Louslitges est une commune rurale qui compte 61 habitants en 2022, après avoir connu un pic de population de 387 habitants en 1846.  Ses habitants sont appelés les Louslitgeois ou  Louslitgeoises.

## Géographie

### Communes limitrophes
Les communes limitrophes sont  Armous-et-Cau, Beaumarchés, Couloumé-Mondebat, Courties, Gazax-et-Baccarisse et Peyrusse-Vieille.
| Couloumé-Mondebat | Peyrusse-Vieille |                     |
| Beaumarchés       | Louslitges       | Gazax-et-Baccarisse |
|                   | Courties         | Armous-et-Cau       |

### Géologie et relief
Louslitges se situe en zone de sismicité 2 (sismicité faible).

### Hydrographie

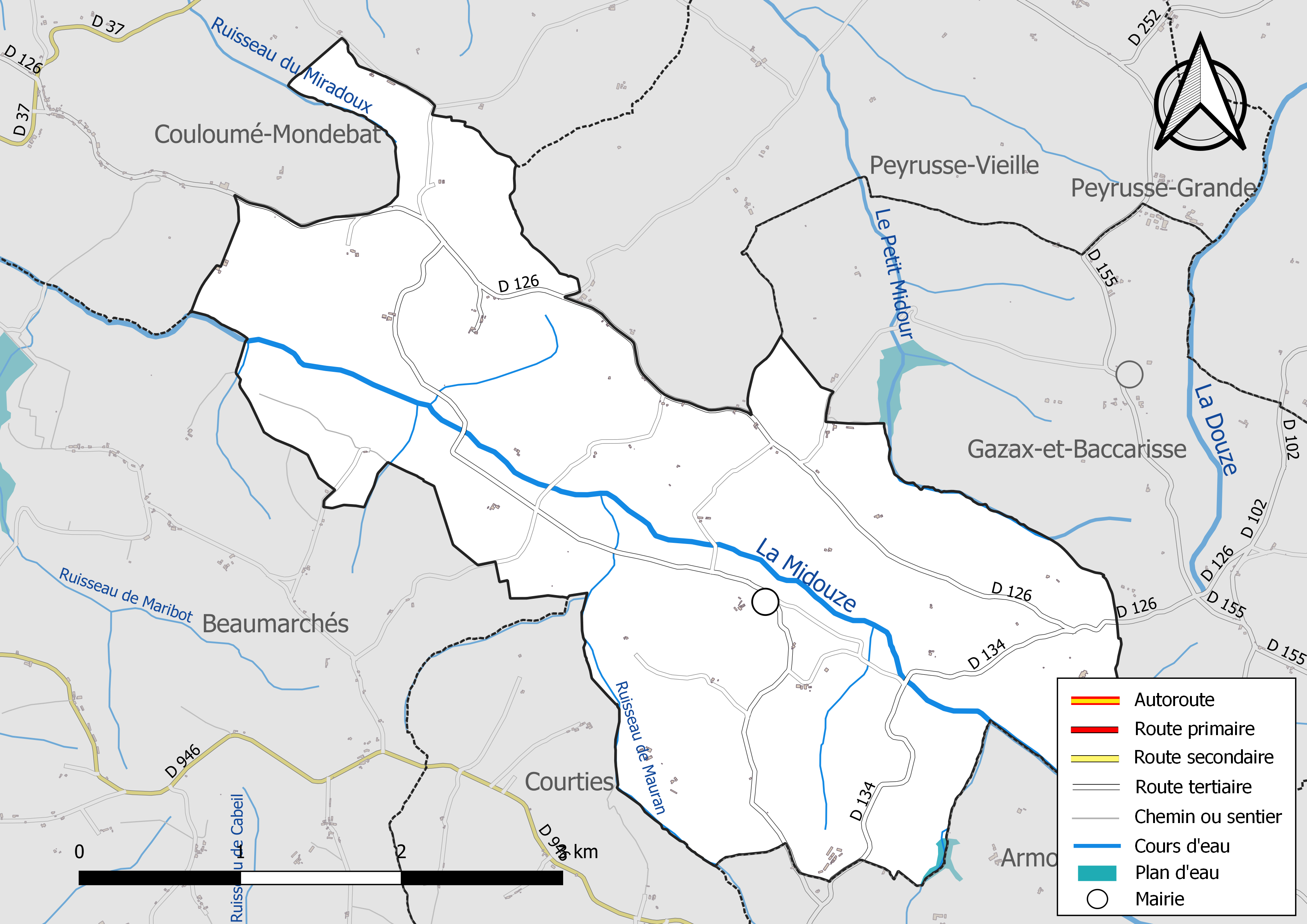
Réseaux hydrographique et routier de Louslitges.

La commune est dans le bassin de l'Adour, au sein du bassin hydrographique Adour-Garonne. Elle est drainée par la Midouze, le Petit Midour, le ruisseau de Mauran et par divers petits cours d'eau, qui constituent un réseau hydrographique de 12 km de longueur totale,.
La Midouze, d'une longueur totale de 151,5 km, prend sa source dans la commune d'Armous-et-Cau et s'écoule du sud-est vers le nord-ouest puis vers l'ouest. Elle traverse la commune et se jette dans l'Adour à Vicq-d'Auribat, après avoir traversé 46 communes.
Le Petit Midour, d'une longueur totale de 24,1 km, prend sa source dans la commune de Gazax-et-Baccarisse et s'écoule du sud-est vers le nord-ouest. Il traverse la commune et se jette dans la Midouze à Bétous, après avoir traversé 12 communes.

### Climat
Pour des articles plus généraux, voir Climat de l'Occitanie et Climat du Gers.
En 2010, le climat de la commune est de type climat océanique altéré, selon une étude s'appuyant sur une série de données couvrant la période 1971-2000. En 2020, Météo-France publie une typologie des climats de la France métropolitaine dans laquelle la commune est toujours exposée à un climat océanique altéré et est dans la région climatique Aquitaine, Gascogne, caractérisée par une pluviométrie abondante au printemps, modérée en automne, un faible ensoleillement au printemps, un été chaud (19,5 °C), des vents faibles, des brouillards fréquents en automne et en hiver et des orages fréquents en été (15 à 20 jours).
Pour la période 1971-2000, la température annuelle moyenne est de 12,8 °C, avec une amplitude thermique annuelle de 15,2 °C. Le cumul annuel moyen de précipitations est de 876 mm, avec 11,1 jours de précipitations en janvier et 6,6 jours en juillet. Pour la période 1991-2020, la température moyenne annuelle observée sur la station météorologique la plus proche, située sur la commune de Peyrusse-Grande à 6 km à vol d'oiseau, est de 13,7 °C et le cumul annuel moyen de précipitations est de 835,1 mm,. Pour l'avenir, les paramètres climatiques de la commune estimés pour 2050 selon différents scénarios d'émission de gaz à effet de serre sont consultables sur un site dédié publié par Météo-France en novembre 2022.

### Milieux naturels et biodiversité
Aucun espace naturel présentant un intérêt patrimonial n'est recensé sur la commune dans l'inventaire national du patrimoine naturel,,.

## Urbanisme

### Typologie
Au 1er janvier 2024, Louslitges est catégorisée commune rurale à habitat très dispersé, selon la nouvelle grille communale de densité à sept niveaux définie par l'Insee en 2022.
Elle est située hors unité urbaine et hors attraction des villes,.

### Occupation des sols
L'occupation des sols de la commune, telle qu'elle ressort de la base de données européenne d’occupation biophysique des sols Corine Land Cover (CLC), est marquée par l'importance des territoires agricoles (86 % en 2018), en diminution par rapport à 1990 (87,9 %). La répartition détaillée en 2018 est la suivante : 
prairies (43,7 %), terres arables (28,3 %), forêts (14 %), zones agricoles hétérogènes (13,9 %). L'évolution de l’occupation des sols de la commune et de ses infrastructures peut être observée sur les différentes représentations cartographiques du territoire : la carte de Cassini (XVIIIe siècle), la carte d'état-major (1820-1866) et les cartes ou photos aériennes de l'IGN pour la période actuelle (1950 à aujourd'hui).

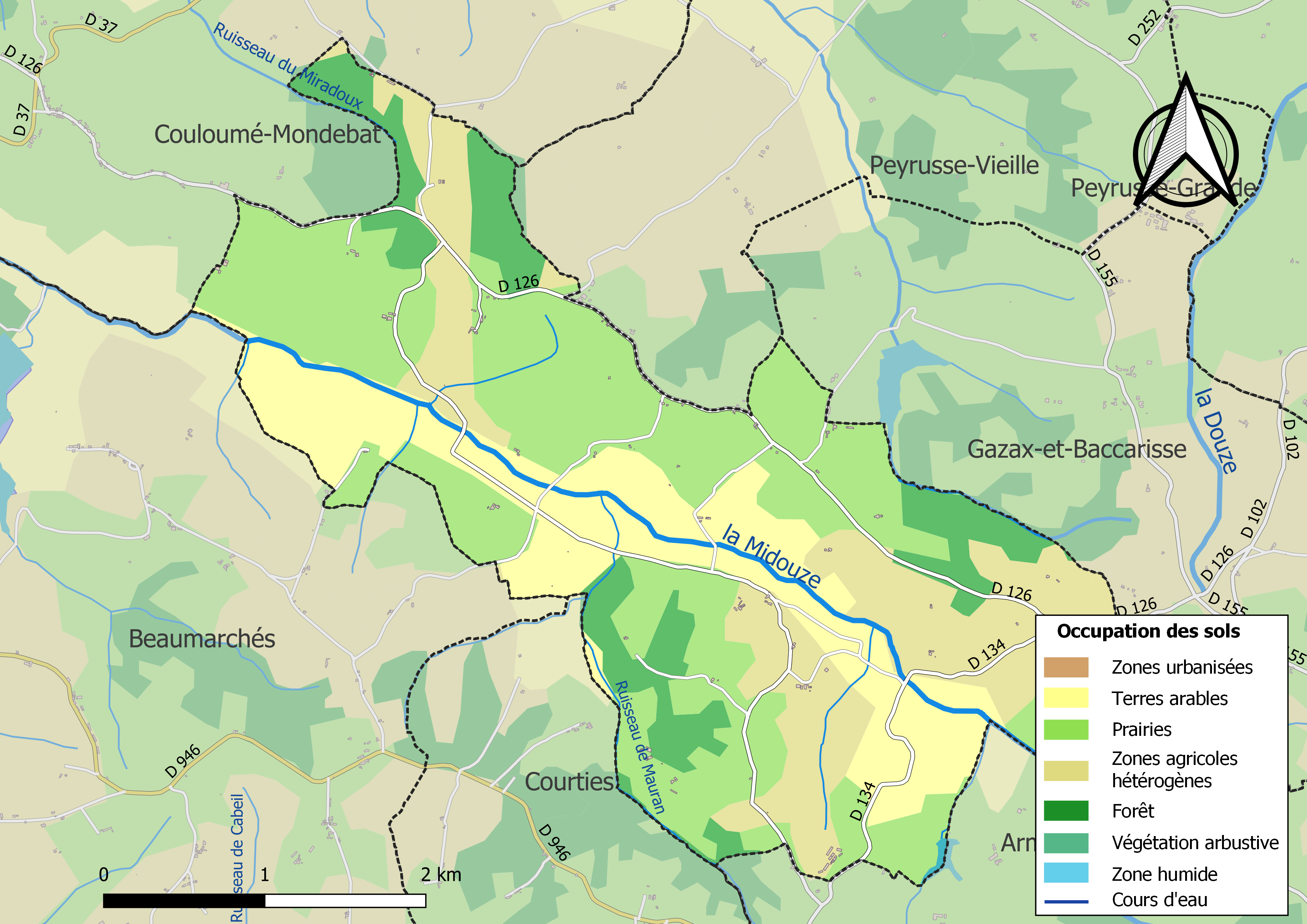
Carte des infrastructures et de l'occupation des sols de la commune en 2018 (CLC).

### Risques majeurs
Le territoire de la commune de Louslitges est vulnérable à différents aléas naturels : météorologiques (tempête, orage, neige, grand froid, canicule ou sécheresse) et séisme (sismicité faible). Un site publié par le BRGM permet d'évaluer simplement et rapidement les risques d'un bien localisé soit par son adresse soit par le numéro de sa parcelle.

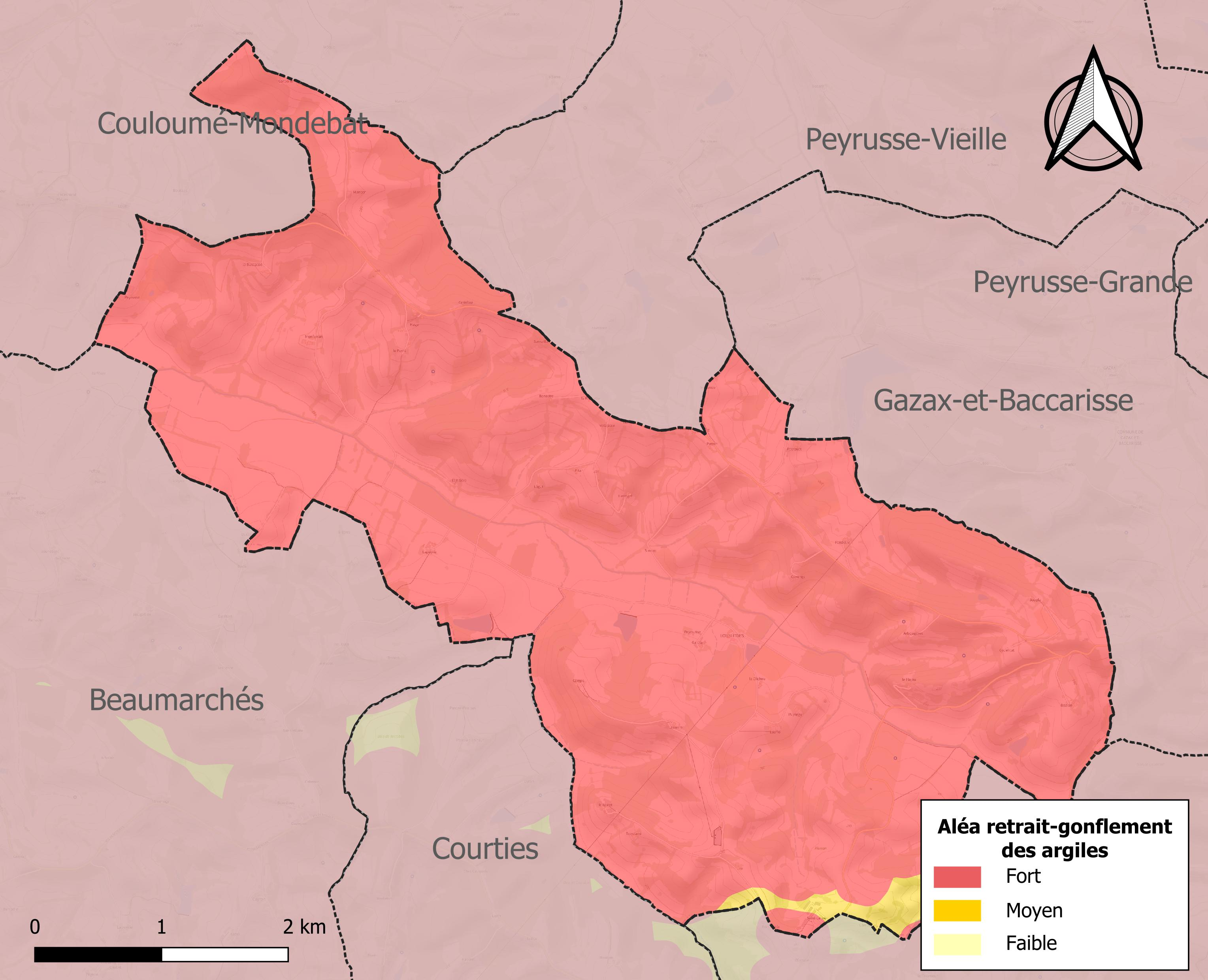
Carte des zones d'aléa retrait-gonflement des sols argileux de Louslitges.

Le retrait-gonflement des sols argileux est susceptible d'engendrer des dommages importants aux bâtiments en cas d’alternance de périodes de sécheresse et de pluie. La totalité de la commune est en aléa moyen ou fort (94,5 % au niveau départemental et 48,5 % au niveau national). Sur les 51 bâtiments dénombrés sur la commune en 2019, 51 sont en aléa moyen ou fort, soit 100 %, à comparer aux 93 % au niveau départemental et 54 % au niveau national. Une cartographie de l'exposition du territoire national au retrait gonflement des sols argileux est disponible sur le site du BRGM,.
Par ailleurs, afin de mieux appréhender le risque d’affaissement de terrain, l'inventaire national des cavités souterraines permet de localiser celles situées sur la commune.
La commune a été reconnue en état de catastrophe naturelle au titre des dommages causés par les inondations et coulées de boue survenues en 1999 et 2009. Concernant les mouvements de terrains, la commune a été reconnue en état de catastrophe naturelle au titre des dommages causés par la sécheresse en 1989, 1993 et 2016 et par des mouvements de terrain en 1999.

## Politique et administration

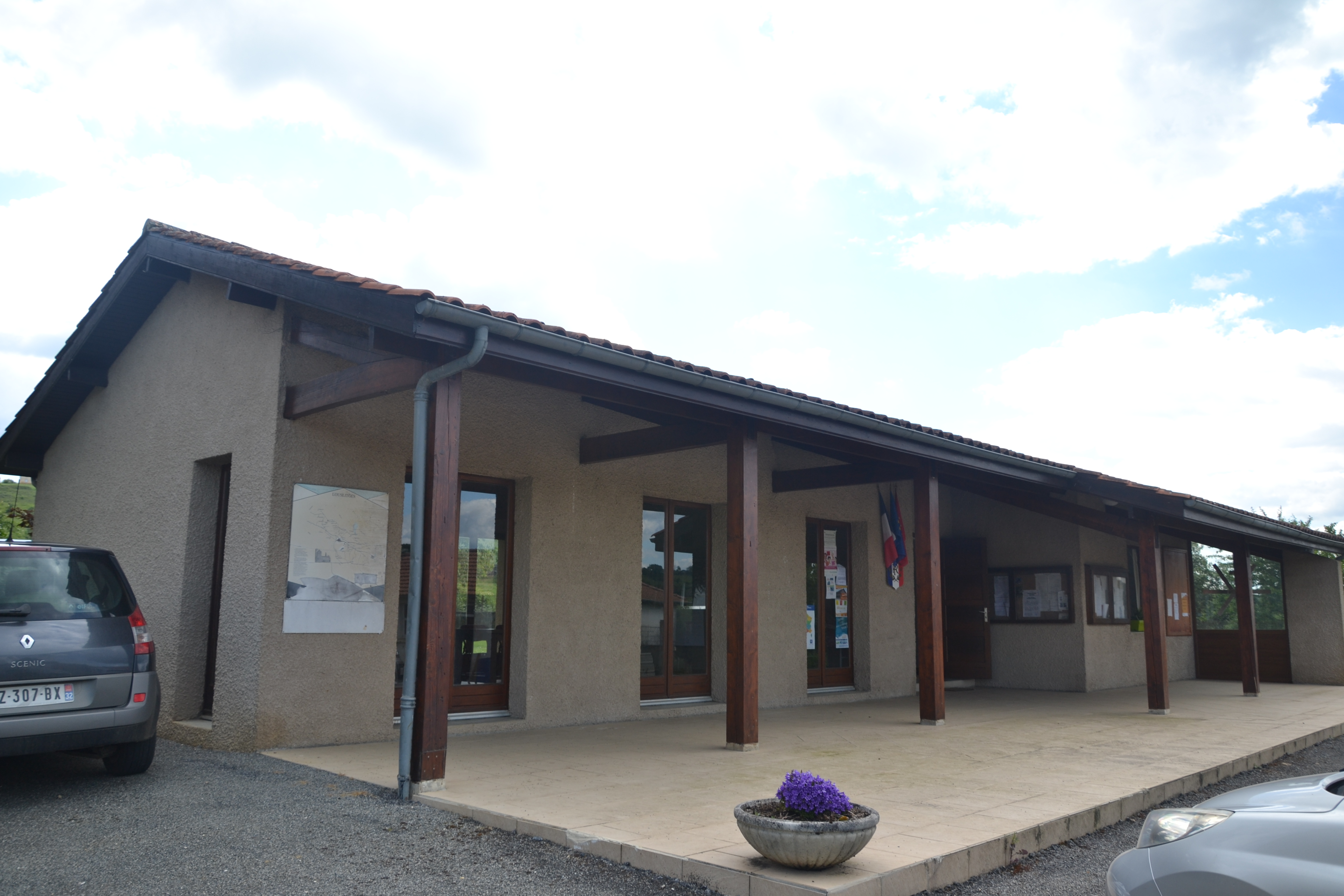
Mairie de Louslitges.

### Liste des maires
| Période                                  | Période  | Identité               | Étiquette | Qualité   |
| ---------------------------------------- | -------- | ---------------------- | --------- | --------- |
| 1790                                     | 1795     | Dominique Baline       |           |           |
| 1795                                     | 1798     | Joseph Cabos           |           |           |
| 1798                                     | 1804     | Mathias Baque          |           |           |
| 1804                                     | 1806     | Jean Comme             |           |           |
| 1806                                     | 1815     | Jean Pierre Pefrau     |           |           |
| 1815                                     | 1832     | Raymond Deluc          |           |           |
| 1832                                     | 1837     | Jean Marie Furcate     |           |           |
| 1837                                     | 1838     | Joseph Dubernet        |           |           |
| 1838                                     | 1847     | Joseph Deluc           |           |           |
| 1847                                     | 1848     | Jean Baptiste Caussade |           |           |
| 1848                                     | 1851     | Paul Louis Garnier     |           |           |
| 1858                                     | 1860     | Joseph Phitaire        |           |           |
| 1860                                     | 1870     | Pierre Ezian-sarrane   |           |           |
| 1870                                     | 1871     | Dominique Macourbe     |           |           |
| 1871                                     | 1877     | Jean Marie Hauhepe     |           |           |
| 1877                                     | 1885     | Henri Dousset          |           |           |
| 1885                                     | 1887     | Bernard Caliro         |           |           |
| 1887                                     | 1889     | Henri Dousset          |           |           |
| 1889                                     | 1894     | Pierre Caussade        |           |           |
| 1894                                     | 1897     | Bernard Caliro         |           |           |
| 1897                                     | 1900     | Pierre Caussade        |           |           |
| 1900                                     | 1904     | Etienne Baque          |           |           |
| 1904                                     | 1919     | Pierre Deluc           |           |           |
| 1919                                     | 1925     | Joseph Peffau          |           |           |
| 1925                                     | 1935     | Henri Pages            |           |           |
| 1935                                     | 1959     | Arsène Allonneau       |           |           |
| 1959                                     | 1977     | Emile Broqua           |           |           |
| 1977                                     | 1989     | Fernand Pages          |           |           |
| 1989                                     | 1995     | Serge Pages            |           |           |
| mars 2001                                | 2008     | Alain Risse            |           |           |
| 2008                                     | 2020     | Mireille Gendry-Brown  | DVD       | Retraitée |
| 2020                                     | En cours | Jean-Luc Drussel       |           |           |
| Les données manquantes sont à compléter. |          |                        |           |           |

## Population et société

### Démographie
L'évolution du nombre d'habitants est connue à travers les recensements de la population effectués dans la commune depuis 1793. Pour les communes de moins de 10 000 habitants, une enquête de recensement portant sur toute la population est réalisée tous les cinq ans, les populations de référence des années intermédiaires étant quant à elles estimées par interpolation ou extrapolation. Pour la commune, le premier recensement exhaustif entrant dans le cadre du nouveau dispositif a été réalisé en 2007.

En 2022, la commune comptait 61 habitants, en évolution de −15,28 % par rapport à 2016 (Gers : +1,04 %, France hors Mayotte : +2,11 %).
| 1793 | 1800 | 1806 | 1821 | 1831 | 1841 | 1846 | 1851 | 1856 |
| ---- | ---- | ---- | ---- | ---- | ---- | ---- | ---- | ---- |
| 200  | 191  | 172  | 186  | 231  | 366  | 387  | 336  | 348  |

| 1861 | 1866 | 1872 | 1876 | 1881 | 1886 | 1891 | 1896 | 1901 |
| ---- | ---- | ---- | ---- | ---- | ---- | ---- | ---- | ---- |
| 332  | 322  | 290  | 292  | 281  | 259  | 244  | 252  | 225  |

| 1906 | 1911 | 1921 | 1926 | 1931 | 1936 | 1946 | 1954 | 1962 |
| ---- | ---- | ---- | ---- | ---- | ---- | ---- | ---- | ---- |
| 222  | 212  | 185  | 172  | 189  | 193  | 175  | 161  | 145  |

| 1968 | 1975 | 1982 | 1990 | 1999 | 2006 | 2007 | 2012 | 2017 |
| ---- | ---- | ---- | ---- | ---- | ---- | ---- | ---- | ---- |
| 129  | 97   | 83   | 87   | 84   | 81   | 81   | 82   | 67   |

| 2022 | - | - | - | - | - | - | - | - |
| ---- | - | - | - | - | - | - | - | - |
| 61   | - | - | - | - | - | - | - | - |

## Économie

### Emploi
|                | 2008  | 2013   | 2018  |
| -------------- | ----- | ------ | ----- |
| Commune        | 4,3 % | 13,3 % | 9,1 % |
| Département    | 6,1 % | 7,5 %  | 8,2 % |
| France entière | 8,3 % | 10 %   | 10 %  |

En 2018, la population âgée de 15 à 64 ans s'élève à 32 personnes, parmi lesquelles on compte 78,8 % d'actifs (69,7 % ayant un emploi et 9,1 % de chômeurs) et 21,2 % d'inactifs,. En  2018, le taux de chômage communal (au sens du recensement) des 15-64 ans est supérieur à celui du département, mais inférieur à celui de la France, alors qu'il était inférieur à celui du département et de la France en 2008.
La commune est hors attraction des villes,. Elle compte 18 emplois en 2018, contre 11 en 2013 et 12 en 2008. Le nombre d'actifs ayant un emploi résidant dans la commune est de 23, soit un indicateur de concentration d'emploi de 76,4 % et un taux d'activité parmi les 15 ans ou plus de 45 %.
Sur ces 23 actifs de 15 ans ou plus ayant un emploi, 11 travaillent dans la commune, soit 50 % des habitants. Pour se rendre au travail, 79,2 % des habitants utilisent un véhicule personnel ou de fonction à quatre roues et 20,8 % n'ont pas besoin de transport (travail au domicile).

### Activités hors agriculture
11 établissements sont implantés  à Louslitges au 31 décembre 2019.
Le secteur de la construction est prépondérant sur la commune puisqu'il représente 27,3 % du nombre total d'établissements de la commune (3 sur les 11 entreprises implantées  à Louslitges), contre 14,6 % au niveau départemental.

### Agriculture
|               | 1988 | 2000 | 2010 | 2020 |
| ------------- | ---- | ---- | ---- | ---- |
| Exploitations | 22   | 8    | 7    | 5    |
| SAU (ha)      | 708  | 416  | 406  | 576  |

La commune est dans la Rivière Basse, une petite région agricole occupant une partie ouest du département du Gers. En 2020, l'orientation technico-économique de l'agriculture  sur la commune est la polyculture et/ou le polyélevage. Cinq exploitations agricoles ayant leur siège dans la commune sont dénombrées lors du recensement agricole de 2020 (22 en 1988). La superficie agricole utilisée est de 576 ha,,.

## Culture locale et patrimoine

### Lieux et monuments
- L'église Saint-Loup est un édifice roman du Xe siècle qui a été remanié au XIIe siècle. Elle abritait un ordre religieux et possédait la plus ancienne sculpture romane du Gers. Son haut clocher-donjon est remarquable.
- Église de Monterran, hameau au nord de la commune.

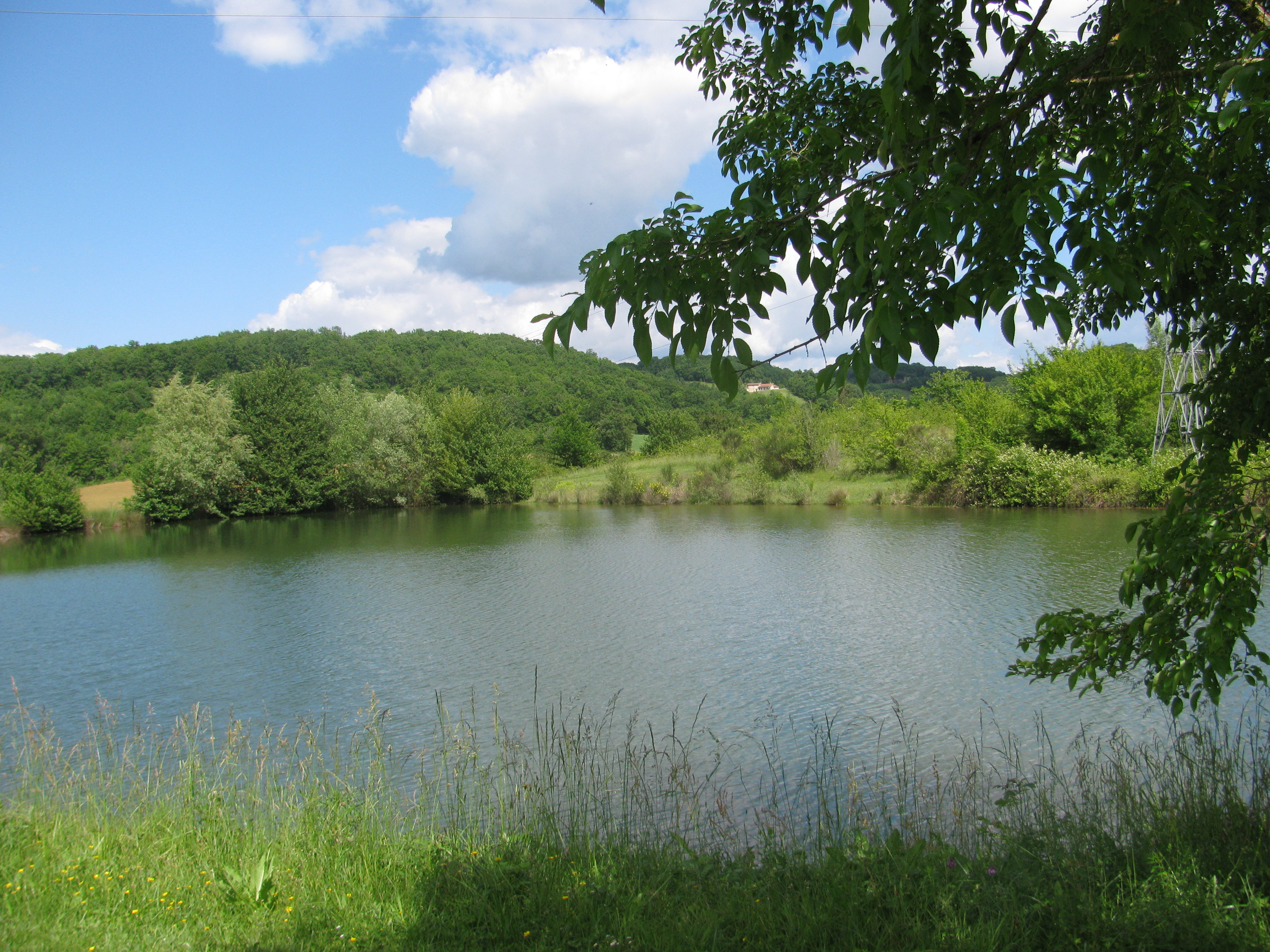
L'étang
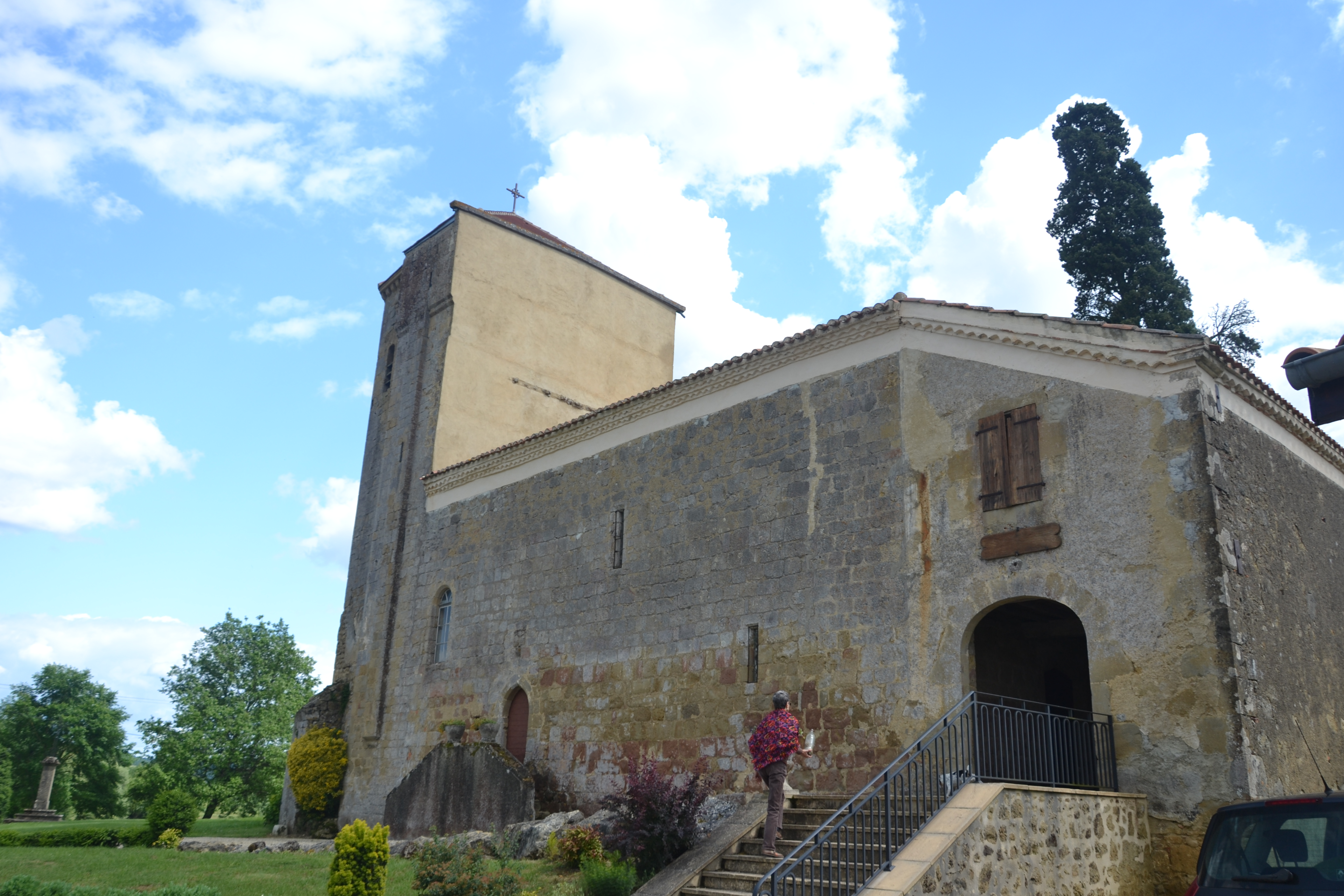
L'entrée de l'église
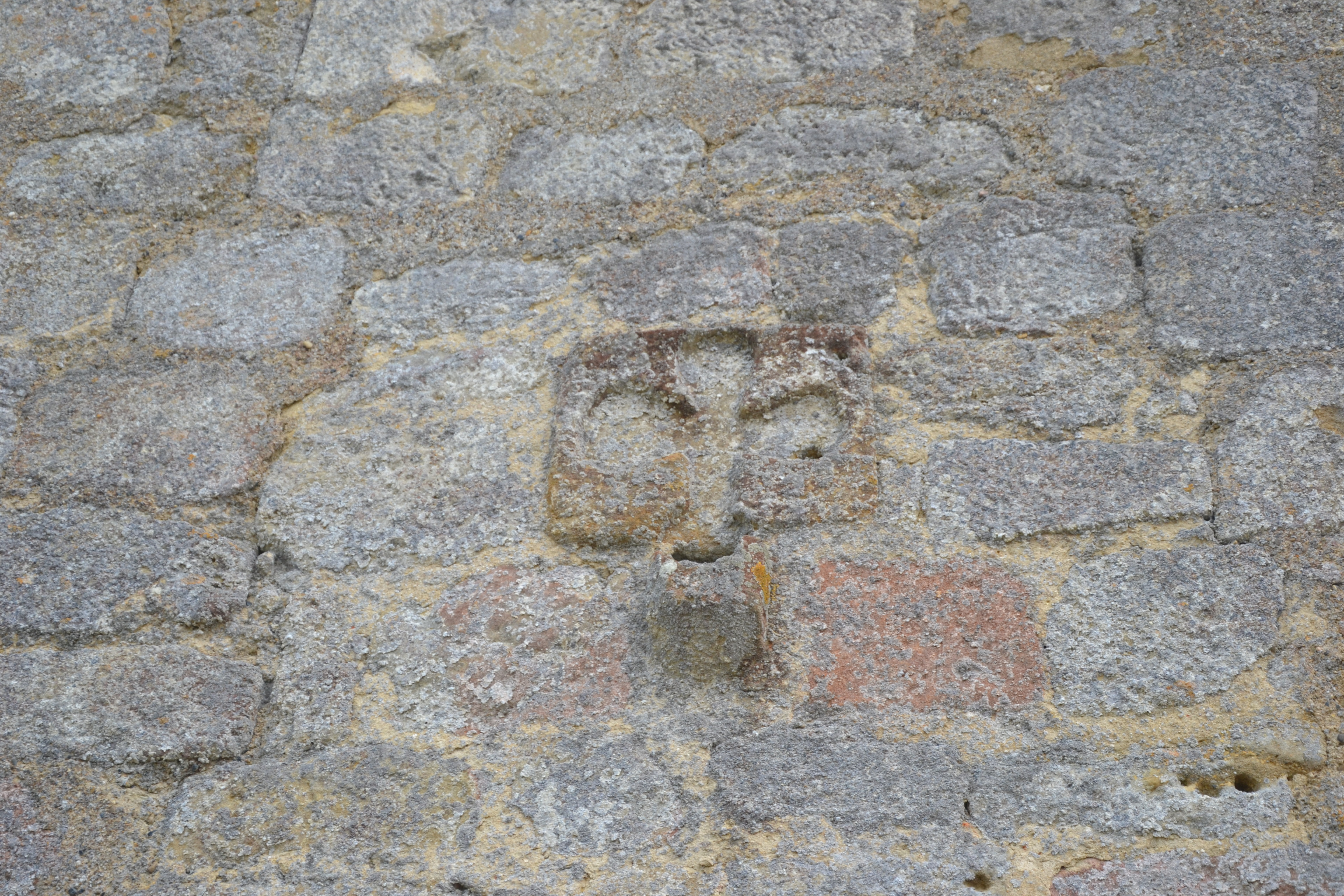
Une fleur sculptée dans la pierre
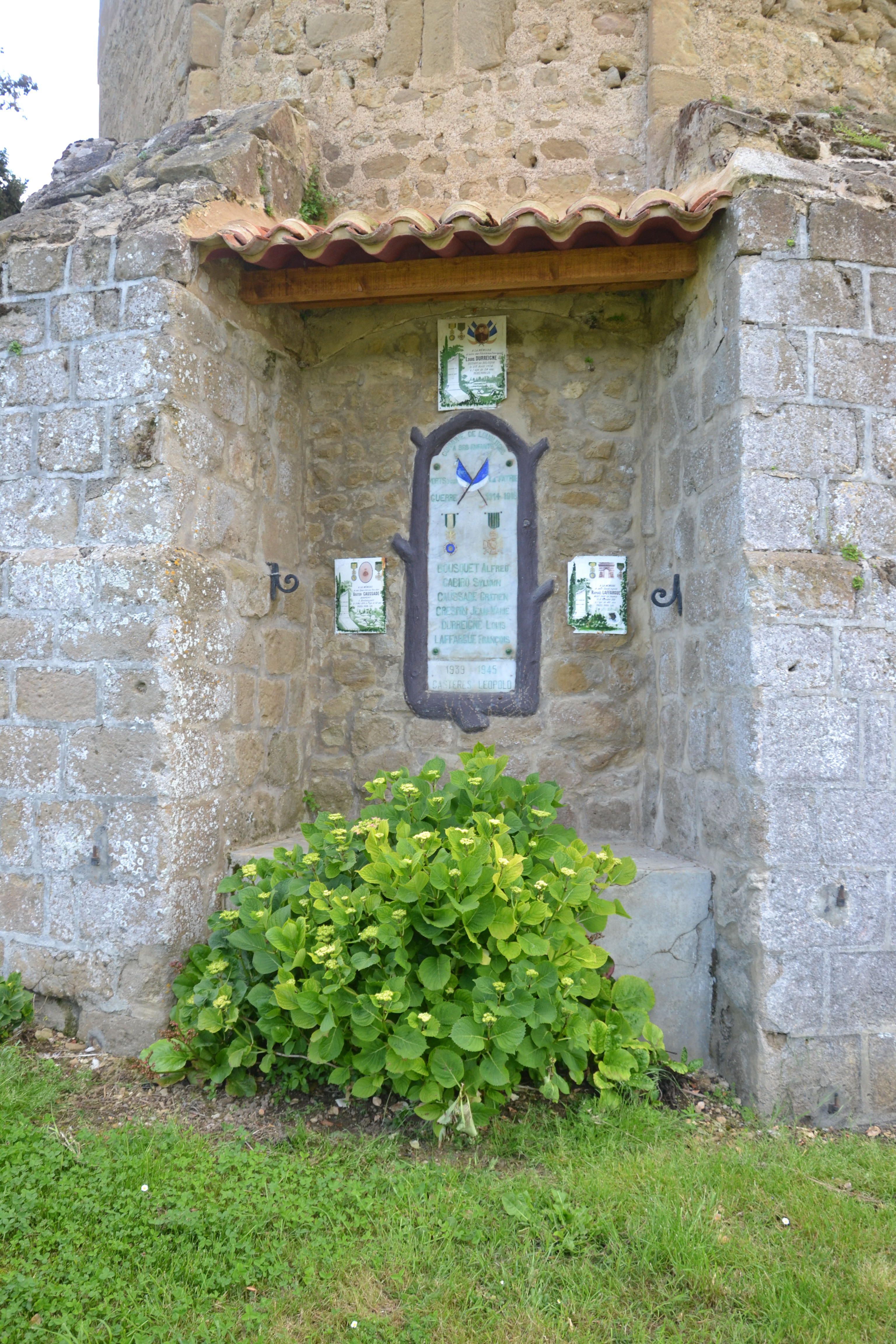
Monument aux morts
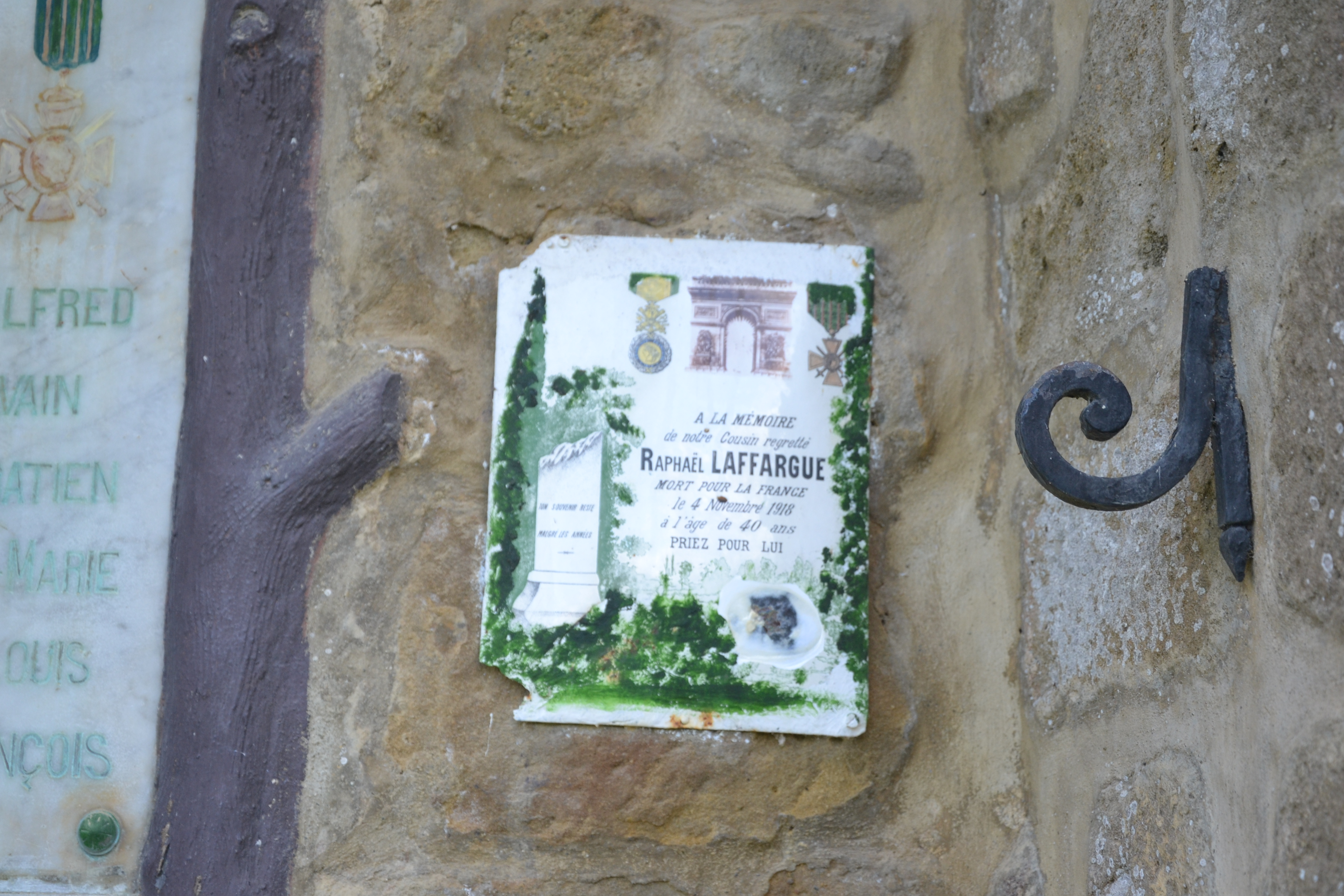
Monument aux morts. Plaque de droite
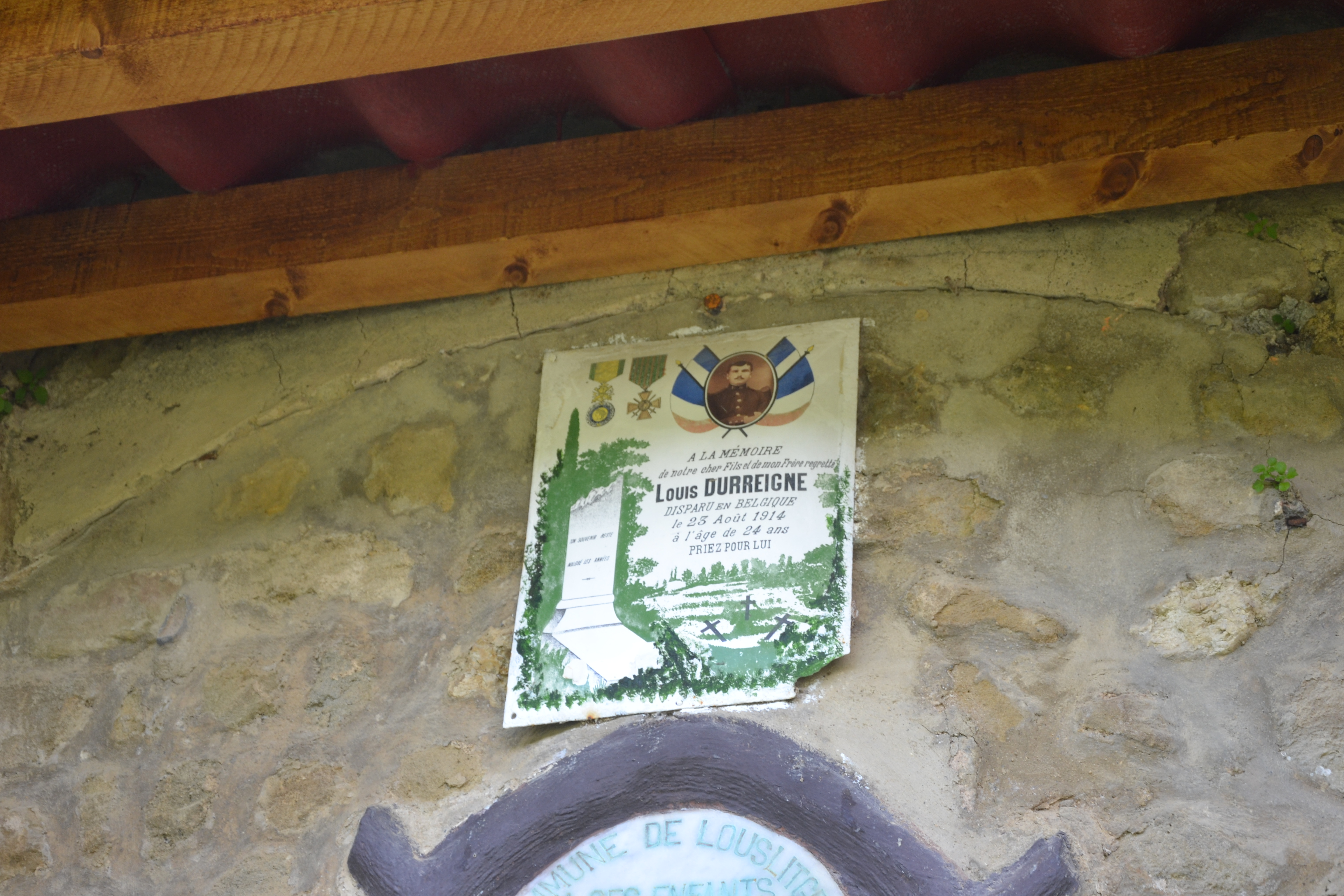
Monument aux morts. Plaque au-dessus